# فولکس‌واگن بیتل جدید
فولکس‌واگن بیتل جدید (Volkswagen New Beetle) خودرویی است که از اکتبر ۱۹۹۷ تا ژوئیه ۲۰۱۰ میلادی، در آلمان، مکزیک و ویتنام تولید شده‌است.
این خودرو در کلاس خودرو کامپکت قرار گرفته، طراحی آن موتور جلو و خودرو محور جلو و خودرو چهار چرخ محرک بوده طول آن در حالت طبیعی ۴٬۱۲۹ میلیمتر (۱۶۳ اینچ) است. سیستم جعبه‌دندهٔ آن ۶ دنده به دو صورت خودکار و دستی است.